# Sint-Apolloniakerk (Ledeberg)

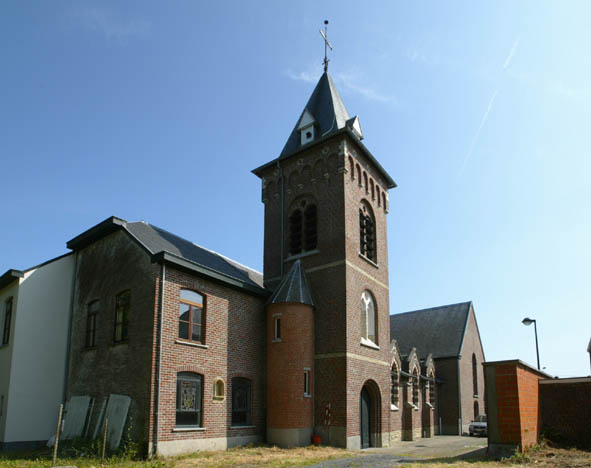
Sint-Apolloniakerk

De Sint-Apolloniakerk, ook: Onze-Lieve-Vrouw-van-Ledebergkapel, is een kerk in de tot de Vlaams-Brabantse gemeente Roosdaal behorende plaats Ledeberg, gelegen aan de Kapelleweide 9.

## Geschiedenis
Omstreeks 1100 zou er in de burcht een hofkapel zijn gesticht. In 1179 kwamen de rechten van deze kapel aan de Abdij van Sint-Cornelius en Sint-Cyprianus te Ninove. De kapel was gewijd aan Sint-Amandus. In 1226 werd een kapelanie gesticht.
In 1796 werd het Ninoofse klooster opgeheven. Na het Concordaat van 1801 duurde het nog tot 1825 vooraleer de kapel officieel door de staat erkend werd en op staatssteun kon rekenen. De kapelanie was echter afhankelijk van de parochie van het nabijgelegen Pamel.
In de kapel mochten Missen worden opgedragen maar doopsels, huwelijken en begrafenissen moesten te Pamel geschieden.
Vanaf 1662 werd ook Sint-Apollonia vereerd, waarvan een relikwie aanwezig was. In 1892 werd het Broederschap der Heilige Apollonia opgericht. De gelovigen kwamen op bedevaart en in 1926 werd een ommegang opgericht met zeven kapelletjes die de smarten van Maria uitbeeldden. Na 1950 verdween de bedevaart geleidelijk.

## Gebouw
De kapel werd meermaals gewijzigd en vergroot. Van de mogelijk 11e of 12e eeuw dateert een muurrest in de noordgevel, vervaardigd uit Lediaanse steen. Enkele rondboogvensters zijn 18e-eeuws. Het voorportaal met zuidtoren is neogotisch en stamt van 1917. Toen werd ook de zuidbeuk toegevoegd. Transept en koor zijn van 1840, uitgevoerd in baksteen in neoclassicistische stijl. Op het dak bevindt zich een dakruiter. De middenbeuk is 18e-eeuws in classicistische stijl.

## Interieur
De kerk bezit 17e-eeuwse schilderijen van Sint-Apollonia en de gekroonde Christus. Het hoofdaltaar, uit de 2e helft van de 17e eeuw, is in barokstijl. De zijaltaren zijn 18e-eeuws. De kerk bezit enkele 17e-eeuwse grafstenen.